# 埃内斯特·勒古韦礁
埃内斯特·勒古韦礁（Ernest Legouvé Reef）位于南太平洋，法属波利尼西亚以南的大洋中，在玛丽亚·特里萨礁东北部。1902年被法国船“埃内斯特·勒古韦”号发现。该珊瑚礁长约100米。国际水文局于1957年2月9日估计该岛位于南纬35°12′、西径150°40′。但在1982年和1983年两次寻找中，均没有发现该岛。该岛可能并不存在。